# Progymnasmata
Progymnasmata (grekiska, προγυμνάσματα, ’förövning’; latin: praeexercitamina) är en serie förberedande retorikövningar som bygger på att eleven gradvis tar sig an svårare och svårare uppgifter för att till slut behärska retorikens grunder.   

## Bakgrund
Det finns fyra bevarade handböcker för progymnasmata, varav den äldsta härstammar från Aelios Theon (ca 100 f.Kr). De övriga är nedtecknade av Hermogenes från Tarsos, Afthonios från Antiochia och Nikolaos av Myra. 
Begreppet progymnasmata nämns för första gången ca år 300 f.Kr. i verket Retoriken till Alexander, troligen skrivet av Anaximenes från Lampsakos. Övningsprogrammet  användes inom retorikutbildning i Grekland från 100-talet f.Kr, och det spreds därefter till Rom av grekiska retoriklärare. I slutet av det första århundradet efter Kristus startade Quintilianus en retorskola, och i sitt verk Institutio oratoria beskriver han 13 övningar, som är mycket lika progymnasmatans övningar. 

## Afthonios progymnasmata
Den version som blev mest populär, och är det än i dag, är Afthonios progymnasmata. De fyra författarnas handböcker är innehållsmässigt relativt lika varandra, men Afthonios version ansågs vara tydlig och "redig", och den innehöll exempeltexter. Afthonios levde och verkade cirka år 350-400 e.Kr., men det är okänt vid vilken tidpunkt hans progymnasmata utkom.
Afthonios progymnasmata består av 14 övningar, som retorikeleven ska ta sig an i följande ordning:

1. Fabel (mythos)
2. Berättelse (diēgēma)
3. Kria (chreia)
4. Sentens (gnōmē)
5. Vederläggning (anaskeuē)
6. Bekräftelse (kataskeuē)
7. Allmänplats (koinos topos)
8. Lovtal (enkōmion)
9. Smädelse (psogos)
10. Jämförelse (synkrisis)
11. Karaktärisering (ēthopoeia)
12. Beskrivning (ekphrasis)
13. Tes (thesis)
14. Lagförslag (nomou eisphora)

## Progymnasmata i Sverige på 2000-talet
Afthonios progymnasmata används vid praktiska övningsmoment i grundutbildningen i retorik vid Örebro universitet och vid Lunds universitet. 